# DDR-Mannschaftsmeisterschaft im Schach 1976
Bei der DDR-Mannschaftsmeisterschaft im Schach 1976 gewann  die Schachgemeinschaft Leipzig zum sechsten Mal die DDR-Mannschaftsmeisterschaft.
Gespielt wurde ein Rundenturnier, wobei jede Mannschaft gegen jede andere jeweils vier Mannschaftskämpfe an acht Brettern austrug. Insgesamt waren es 112 Mannschaftskämpfe, also 896 Partien.

## DDR-Mannschaftsmeisterschaft 1976

### Kreuztabelle der Sonderliga (Rangliste)
|   | Verein                     | 1    | 2    | 3    | 4    | 5    | 6    | 7    | 8    | Punkte |
| - | -------------------------- | ---- | ---- | ---- | ---- | ---- | ---- | ---- | ---- | ------ |
| 1 | Schachgemeinschaft Leipzig |      | 19,0 | 15,0 | 21,0 | 22,5 | 20,0 | 23,0 | 20,5 | 141,0  |
| 2 | Buna Halle-Neustadt        | 13,0 |      | 18,5 | 21,0 | 20,5 | 23,0 | 18,0 | 22,0 | 136,0  |
| 3 | AdW der DDR, Berlin I      | 17,0 | 13,5 |      | 16,5 | 19,5 | 12,5 | 21,5 | 20,0 | 120,5  |
| 4 | Chemie Lützkendorf         | 11,0 | 11,0 | 15,5 |      | 16,0 | 21,5 | 19,0 | 16,0 | 110,0  |
| 5 | Post Dresden               | 09,5 | 11,5 | 12,5 | 16,0 |      | 18,0 | 17,5 | 19,5 | 104,5  |
| 6 | Lok Karl-Marx-Stadt        | 12,0 | 09,0 | 19,5 | 10,5 | 14,0 |      | 17,0 | 19,5 | 101,5  |
| 7 | Vorwärts Strausberg        | 09,0 | 14,0 | 10,5 | 13,0 | 14,5 | 15,0 |      | 15,5 | 091,5  |
| 8 | EVB / Funkwerk Erfurt      | 11,5 | 10,0 | 12,0 | 16,0 | 12,5 | 12,5 | 16,5 |      | 091,0  |

### Beste Einzelergebnisse bei mindestens 15 Partien
| Spieler          | Verein          | Prozent |
| ---------------- | --------------- | ------- |
| Manfred Böhnisch | Leipzig         | 83,3    |
| Roland Oetzel    | Leipzig         | 81,3    |
| Rainer Knaak     | Leipzig         | 78,0    |
| Uwe Bönsch       | Halle           | 76,8    |
| Schmidt          | Dresden         | 76,7    |
| Lothar Vogt      | Leipzig         | 75,0    |
| Burkhard Malich  | Halle           | 72,7    |
| Jürgen Mädler    | Halle           | 72,2    |
| Fritz Baumbach   | Berlin          | 71,9    |
| Sandner          | Karl-Marx-Stadt | 71,1    |
| Heinz Böhlig     | Leipzig         | 70,5    |

### Die Meistermannschaft
| 1.            | Schachgemeinschaft Leipzig |
| Schachfiguren | Alphabetische Reihenfolge: Heinz Böhlig, Manfred Böhnisch, Horst Broberg, Thomas Casper, Petra Feustel, Rainer Knaak, Detlef Neukirch, Roland Oetzel, Heinz Rätsch, Manfred Schöneberg, Lothar Vogt |

### Oberliga
| Platz | Verein                    | Punkte |
| ----- | ------------------------- | ------ |
| 01    | Lok Mitte Leipzig         | 81,5   |
| 02    | SG Leipzig II             | 77,5   |
| 03    | Post Dresden II           | 76,5   |
| 04    | Lok Dresden               | 74,5   |
| 05    | Lok Pankow                | 72,0   |
| 06    | AdW Berlin II             | 72,0   |
| 07    | Lok Rostock               | 71,5   |
| 08    | HSG PH Potsdam            | 69,5   |
| 09    | WBK 67 Halle-Neustadt     | 62,5   |
| 10    | Motor IFA Karl-Marx-Stadt | 61,0   |

### DDR-Liga
Die Abschlusstabelle der Staffel Nord liegt nicht vor. Folgende Tabelle gibt den Stand vor der letzten Runde wieder, wobei noch einige Hängepartien offen waren.
| Platz | Verein                 | Punkte |
| ----- | ---------------------- | ------ |
| 01    | Rotation Berlin        | 83,0   |
| 02    | Lok Schwerin           | 71,5   |
| 03    | Aufbau Börde Magdeburg | 68,5   |
| 04    | Rotation Berlin II     | 64,0   |
| 05    | Post Berlin            | 62,5   |
| 06    | Einheit Friesen Berlin | 61,0   |
| 07    | Vorwärts Strausberg II | 59,5   |
| 08    | Lok Brandenburg        | 58,0   |
| 09    | Buna Halle-Neustadt II | 45,5   |
| 10    | Medizin Neubrandenburg | 40,0   |

| Platz | Verein                      | Punkte |
| ----- | --------------------------- | ------ |
| 01    | Greika Greiz                | 100,0  |
| 02    | Motor SO Magdeburg          | 082,5  |
| 03    | Carl Zeiss Jena             | 082,0  |
| 04    | Motor Gohlis Nord Leipzig   | 073,0  |
| 05    | EVB / Funkwerk Erfurt II    | 072,5  |
| 06    | Lok Karl-Marx-Stadt II      | 066,5  |
| 07    | Aktivist Zentronik Oelsnitz | 066,5  |
| 08    | Buna Halle-Neustadt III     | 065,5  |
| 09    | Lok Dresden II              | 063,0  |
| 10    | Lok Leipzig Mitte II        | 048,5  |

## DDR-Mannschaftsmeisterschaft der Frauen 1976

### Oberliga
| Platz | Verein                 | Punkte |
| ----- | ---------------------- | ------ |
| 1     | Buna Halle-Neustadt    | 58,0   |
| 2     | PH / Empor Potsdam     | 52,5   |
| 3     | Motor Leipzig Lindenau | 47,5   |
| 4     | Lok Karl-Marx-Stadt    | 44,0   |
| 5     | Motor Weimar           | 43,5   |
| 6     | AdW Berlin             | 41,0   |
| 7     | Lok Naumburg           | 30,5   |
| 8     | TH/MSO Magdeburg       | 19,0   |

### DDR-Liga
In Staffel 4 zog TG Glauchau/Meerane vorzeitig zurück.
| Platz | Verein             | Punkte |
| ----- | ------------------ | ------ |
| 1     | Vorwärts Stallberg | 19,5   |
| 2     | Einheit Schwerin   | 19,5   |
| 3     | Chemie 70 Rostock  | 18,5   |
| 4     | Post Ludwigslust   | 14,5   |

| Platz | Verein          | Punkte |
| ----- | --------------- | ------ |
| 1     | Lok Halle       | 12,5   |
| 2     | Aktivist Welzow | 12,5   |
| 3     | AdW Berlin II   | 11,0   |

| Platz | Verein                         | Punkte |
| ----- | ------------------------------ | ------ |
| 1     | Einheit / Medizin Sangerhausen | 28,0   |
| 2     | Motor Weimar II                | 21,0   |
| 3     | SG Beerberg Goldlauter         | 19,5   |
| 4     | Lok Naumburg II                | 03,5   |

| Platz | Verein       | Punkte |
| ----- | ------------ | ------ |
| 1     | TSG Gröditz  | 15,0   |
| 2     | Post Dresden | 14,5   |
| 3     | Wismut Aue   | 06,5   |

| Platz | Verein                  | Punkte |
| ----- | ----------------------- | ------ |
| 1     | Einheit Pädagogik Halle | 16,0   |
| 2     | Empor Barby             | 13,5   |
| 3     | Traktor Ströbeck        | 06,5   |

| Platz | Verein                            | Punkte |
| ----- | --------------------------------- | ------ |
| 1     | Buna Halle-Neustadt II            | 25,5   |
| 2     | TSG Wittenberg                    | 25,0   |
| 3     | Motor Leipzig-Lindenau II         | 12,0   |
| 4     | Einheit / Medizin Sangerhausen II | 09,5   |

## Jugendmeisterschaften
| Altersklasse | männlich        | weiblich            |
| ------------ | --------------- | ------------------- |
| Schüler      | ASP Hoyerswerda | TSG Wittenberg      |
| Jugend       | Rotation Berlin | Buna Halle-Neustadt |